# 尼斯 (金星假想卫星)

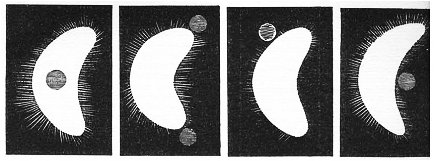
弗朗切斯·科丰塔纳1646年的木刻版画， 请注意光绕金星边缘所产生的光学效应

尼斯 是一颗曾经有许多人声称观测到的金星的卫星，後來证实了無此卫星存在。它的首次发现是由意大利出生的法国天文学家乔瓦尼·多梅尼科·卡西尼在1672年完成的。天文学家对尼斯的零星观察一直持续到1982年，但是这些观察之后受到了怀疑（也许是其它昏暗的星体在恰好的时间出现在了恰好的位置上）。目前只有小行星2002 VE68維持著與金星相似的軌道，但金星目前沒有发现天然的衛星。

## 发现
1672年卡西尼首次观测到金星附近的天体，1686年卡西尼再次观测到了这个天体。据卡西尼估计这个天体的直径约为金星直径的1/4，与金星有相同的相位。这个天体又陆续被其他天文学家观察到：1740年詹姆斯·肖特、1759年 Andreas Mayer 以及1761年约瑟夫·拉格朗日（他宣称这颗卫星的运行轨道面与黄道面垂直）都分别观测到它。1761年，它被五位观察者总共观测到过18次。1761年6月6日，Scheuten 的宣称观察到金星沿着自己的轨道围绕太阳公转，在一侧有一个较小的黑点与它一起运行，但在英国切尔西的同时代人 Samuel Dunn 的观测却没有发现那个黑点。1764年，两个观察者一共8次观测到这个天体，其他的观察者却没有发现这颗天体。

## 观测
1766年，维也纳天文台的 Father Hell 发表论文，提出那些自称看到金星卫星的人所看到的是视觉幻觉，是由于望远镜的反光造成的影像重叠。但其他人却发表论文说所观察到的天体是真实存在的。1777年，德国的数学家拉姆皮特（J. H. Lambert）在柏林公布了这颗卫星运行轨道的相关数据，轨道半长径66.5个金星半径，运行周期11天又5小时，与黄道的倾斜角64度。他还预测可在1777年7月1日当金星通过太阳时看到它。1768年在哥本哈根的 Christian Horrebow 也曾看到过这颗卫星，但当时还有三个观测者，其中包括天文学家威廉·赫歇尔，他们三人却没有发现这颗卫星。1875年，德国的 F. Schorr 出版了一本有关这颗卫星事件的书。1884年比利時皇家天文台的 Jean-Charles Houzeau 提出了另一种假设上，他提出所谓的金星卫星大约每隔2.96年（1080天左右）出现在金星邻近的区域，可能是一颗行星，每283天绕太阳运行一周，与金星每1080天左右交会一次。Hozeau 还把它命名为尼斯（Neith），是以埃及女神涅伊特（没有凡人看过她面纱下的脸）命名。
1887年比利时科学院发表了一份报告详细列举了每一次观测的调查报告及各种细节。他们确定了大部分的观察者看到的只是金星附近的恒星，包括 Roedkier 的观测被证实是由于接连的把 Chi Orionis, M Tauri, 71 Orionis 和 Nu Geminorum 误认为是金星卫星而造成的；詹姆斯·肖特看到的是一颗比8等星稍暗的恒星；拉姆皮特的计算的轨道相关数据可被推翻；1768年 Horrebow 的觀測結果也可歸於誤報。

## 参看
- 太陽系的假設天體列表
- 2002 VE68，金星的準衛星
- 2013 ND15，金星的臨時特洛伊小行星